# Noriyuki Sakemoto
Noriyuki Sakemoto (født 8. september 1984) er en japansk fodboldspiller, som spiller for den japanske fodboldklub Kagoshima United FC.